# Ancylotrypa pretoriae
Espèce
Synonymes
- Pelmatorycter pretoriae Hewitt, 1913

Ancylotrypa pretoriae est une espèce d'araignées mygalomorphes de la famille des Cyrtaucheniidae.

## Distribution
Cette espèce est endémique d'Afrique du Sud. Elle se rencontre au Gauteng et au Nord-Ouest.

## Étymologie
Son nom d'espèce lui a été donné en référence au lieu de sa découverte, Pretoria.

## Publication originale
- Hewitt, 1913 : Descriptions of new and little known species of trapdoor spiders (Ctenizidae and Migidae) from South Africa. Records of the Albany Museum, vol. 2, p. 404-434.